# Михајло Пејић (протопрезвитер)
Михајло Пејић (Ириг, око 1750 — Земун, 5. јун 1812) био је српски протопрезвитер и национални делатник.

## Биографија
Претпоставља се да се родио око 1750. године, иако тачног податка нема. Сасвим је сигурно да се родио у Иригу, јер су га за живота звали Ирижанин. Такође, у Иригу је у 18. веку постојала породица Пејић, која ће изумрети 1890. године. Основну школу завршио је у Иригу, а богословију највероватније у Новом Саду.
Иришки парох постао је 1778. и на том месту био све до августа 1795. године. Протопрезвитер је највероватније постао 1793. јер се од тада почео потписивати као намјестник. Када се 1795. године у Иригу појавила куга, Михајло се сели у манастир Хопово, одакле ће вршити парохијске послове годину дана. Након тога постаје земунски прота и на тој дужности ће бити до 1812. године. Као земунски прота био је члан архидијецезалне конзисторије, осим тога у Земуну је био и председник општине и управник српских школа.
Прота Пејић имао је значајну улогу за време Првог српског устанка, јер је био поверљива особа митрополита Стратимировића, од кога се тражило да извештава званичнике у Бечу о догађајима у устаничкој Србији. Михајло Пејић је о сваком битнијем догађају писао Стратимировићу и та преписка представља један од значајних извора за овај период.

## Однос саЈоакимом Вујићем
Прота Пејић и Јоаким Вујић били су у јако лошим односима, а све је кренуло 1809. године, када је Вујић био у учитељ Земуну и ту допао затвора, под оптужбом да сарађује са устаничком Србијом и чак Наполеоном. Имајући у виду политичке прилике тог времена и незавидну ситуацију у којој је била Аустрија, проглашен је велеиздајником. У затвору је био од 31. марта до 23. септембра. Као кривца за своје тамновање Вујић је оптужио проту Пејића, али за ту тврдњу нема доказа. Свађа између њих је свакако било, зато што су у то време излазили многи увредљиви памфлети на рачун проте Пејића, али се Вујић правдао да их не пише он већ његов колега Гавра Васић, учитељ из Срема. Прота Пејић био је јако љут због ових памфлета, толико да је Васић побегао у Србију, а у то време пада и Вујићево хапшење. Вујић је ослобођен, јер није било довољно доказа за његову кривицу, али је нетрпељивост између њега и Пејића остала трајна. То знамо и због тога што је дуго након протине смрти Вујић у својим мемоарима проту назвао злодјеј и беззаконик прота П.